# The Last Republican
The Last Republican ist eine US-amerikanische Dokumentation aus dem Jahr 2024 von Regisseur Steve Pink. Der Film begleitet Adam Kinzinger, Abgeordneter der Republikanischen Partei im Kongress der USA, während seiner letzten Amtszeit.

## Inhalt
Der Film dokumentiert, wie Kinzinger sich nach der Präsidentschaftswahl 2020 gegen den republikanischen Kandidaten Donald Trump stellte und sich so immer mehr in seiner Partei isolierte. So widersprach Kinzinger Trump, als dieser den Vorwurf der Wahlfälschung erhob, und stimmte als nur einer von nur zehn Republikanern nach dem Sturm auf das Kapitol am 6. Januar 2021 für ein Amtsenthebungsverfahren gegen Donald Trump. Kinzinger gehörte zu den zwei einzigen Republikanern, die im Juni desselben Jahres für die Einrichtung eines Sonderausschuss zur Untersuchung des Sturms auf das Kapitol stimmte, zu dessen Mitglied er anschließend – nach eigener Aussage unfreiwillig – wurde.  
Im Interview mit Kinzinger wird herausgearbeitet, welche Beweggründe ihn dazu geführt haben, sich gegen die Mehrheit in seiner Partei zu stellen und welche Folgen dies für seine Karriere und sein Privatleben hatte. Der Politiker zeigt sich vor allem enttäuscht vom republikanischen Fraktionsvorsitzenden Kevin McCarthy, den er als Freund angesehen hatte, bis dieser sich wenige Wochen nach den Ereignissen des 6. Januar auf Trumps Seite geschlagen und den Kontakt zu Kinzinger abgebrochen habe. Rückblickend bedauert Kinzinger, dass er nicht aggressiv genug versucht habe, gemeinsam mit den anderen Republikanern, die für ein Amtsenthebungsverfahren gestimmt hatten, zu diesem Zeitpunkt die Macht in seiner Partei zu übernehmen. 
Da er nach einer Änderung der Wahlbezirksgrenzen in den Vorwahlen eine seiner Meinung nach aussichtslose Kandidatur gegen den Hardliner Darin LaHood hätte antreten müssen, entschied Kinzinger sich im Oktober 2021, nicht erneut für den Kongress zu kandidieren. Im Februar 2022 wurde er von seiner Partei für seine Teilnahme am Untersuchungsausschuss offiziell gerügt. Kinzinger, seine Mitarbeiter und seine Familie erhielten regelmäßig Morddrohungen. Seine Amtszeit im Kongress endete im Januar 2023. 
Der Film berichtet auch von Kinzingers Biografie und Privatleben, wie er sich schon als Kind begann für Politik zu interessieren und später gewählter Vertreter des McLean County wurde. Es wird davon berichtet, wie Kinzinger als junger Mann einer fremden Frau das Leben rettete, die von ihrem Partner mit einem Messer angegriffen wurde und wie dies sein späteres Leben beeinflusste. Auch die Geburt seines Sohnes Christian 2022 und seine Rolle als Vater werden thematisiert. 
Das Verhältnis des Protagonisten zum Regisseur des Films, Steve Pink, und die extrem unterschiedlichen politischen Ansichten der beiden Männer werden im Verlauf des Films immer wieder humorvoll zum Thema. Kinzinger erklärt, dass er nur deshalb mit Pink zusammenarbeite, weil er großer Fan seines Films Hot Tub Time Machine sei, während Pink zugeben muss, dass er unter anderen Umständen niemals einen Film über einen Republikaner machen würde.

## Produktion und Veröffentlichung
Kinzinger hat nach eigener Aussage 20 Anfragen von Dokumentarfilmern abgelehnt, bevor er schließlich Steve Pink eine Zusage machte.
The Last Republican feierte seine Premiere am 7. September 2024 auf dem Toronto International Film Festival und wurde in den folgenden Monaten auf zahlreichen weiteren internationalen Filmfestivals gezeigt. Ab dem 22. November 2024 war der Film für eine Woche in Los Angeles zu sehen, um die Voraussetzungen für eine Nominierung für einen Oscar als bester Dokumentarfilm zu erreichen. Er wurde aber letztendlich nicht nominiert. Seine Europapremiere hatte The Last Republican am 10. März 2025 auf dem Festival du film et forum international sur les droits humains (FIFDH) in Genf. Die Deutschlandpremiere fand am 11. Mai 2025 im Rahmen des DOK.fest München 2025 statt.

## Rezeption
Die Dokumentation erhielt überwiegend positive Kritiken. Auf Rotten Tomatoes erreichte der Film eine Bewertung von 87 % basierend auf 15 Rezensionen. Alissa Wilkinson schrieb in der New York Times, dass der Film vor allem für die „streithaften Kameradschaft“ zwischen Kinzinger und Pink sehenswert sei, einem konkreten Beispiel für die oft inhaltsleere Floskel, Brücken zwischen den Lagern zu bauen.